# Чан Шаньчуень
Чан Шаньчуень (кит. трад.: 張上淳) — тайваньський медичний дослідник і академічний адміністратор. Він керує консультативною групою спеціалістів Центрального епідемічного командного центру (CECC), який пов'язаний з Тайванськими центрами контролю захворювань. Чан Шаньчуень є віце-президентом Національного тайванського університету та професором медицини в медичному коледжі університету.

## Академічна діяльність
Раніше Чан Шаньчуень обіймав низку посад, у тому числі керівника відділу інфекцій, імунології та ревматології у відділенні внутрішньої медицини Національної лікарні Тайванського університету; і був деканом медичного коледжу Національного тайванського університету.

## Епідемія COVID-19 на Тайвані
Чан Шаньчуень регулярно відвідував прес-конференції, щоб повідомити оновлену інформацію про перебіг епідемії коронавірусної хвороби на Тайвані. Він повідомляв, що на той час у підтверджених випадків хвороби на Тайвані серед симптомів переважно спостерігалися гарячка, респіраторні симптоми, та втрата нюху. Він зазначив, що найбільш сприйнятливі до коронавірусу групи — студенти та члени туристичних груп. Чан також сказав, що зростає кількість хворих із підтвердженим інфікуванням COVID-19 із діареєю. Він зазначив, що Центральний епідемічний командний центр вирішив розширити скринінг на хворих із пневмонією, сподіваючись виявити інфікованих COVID-19 швидше й до того, як вони заразять інших. У березні 2020 року Чан допоміг розслідувати один особливо загадковий випадок COVID-19 на острові.
Чанг відповів на питання про зв'язок між курінням і сприйнятливістю до коронавірусу, сказавши, що поки що занадто рано робити висновки. Він також зазначив, що його колеги спілкувалися з Всесвітньою організацією охорони здоров'я (ВООЗ), яка дуже цікавиться тим, як Тайвань так ефективно бореться з коронавірусом.